# TSV Victoria Linden
Der Turn- und Sportverein Victoria Linden ist ein Sportverein in Hannover, der 1900 in Linden gegründet wurde. Der TSV Victoria Linden war Gründungsmitglied der Rugby-Bundesliga 1971/1972.

## Beschreibung
Weitere Abteilungen des Vereins, neben der heute in der 2. Rugby-Bundesliga spielenden Rugby-Abteilung, sind Korbball, Leichtathletik, Triathlon, Gymnastik, Reha-Sport und Kinderturnen.

## Erfolge

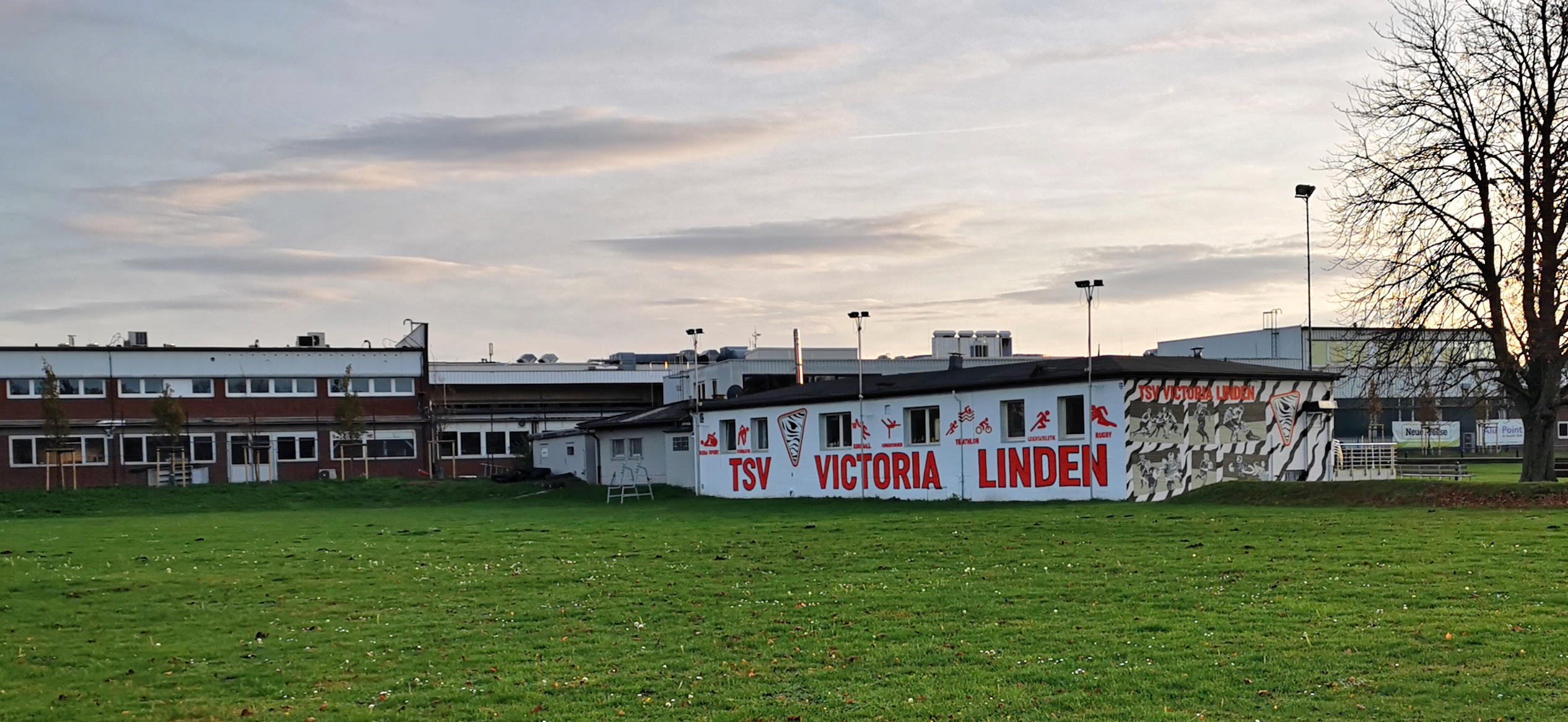
Das Vereinsheim

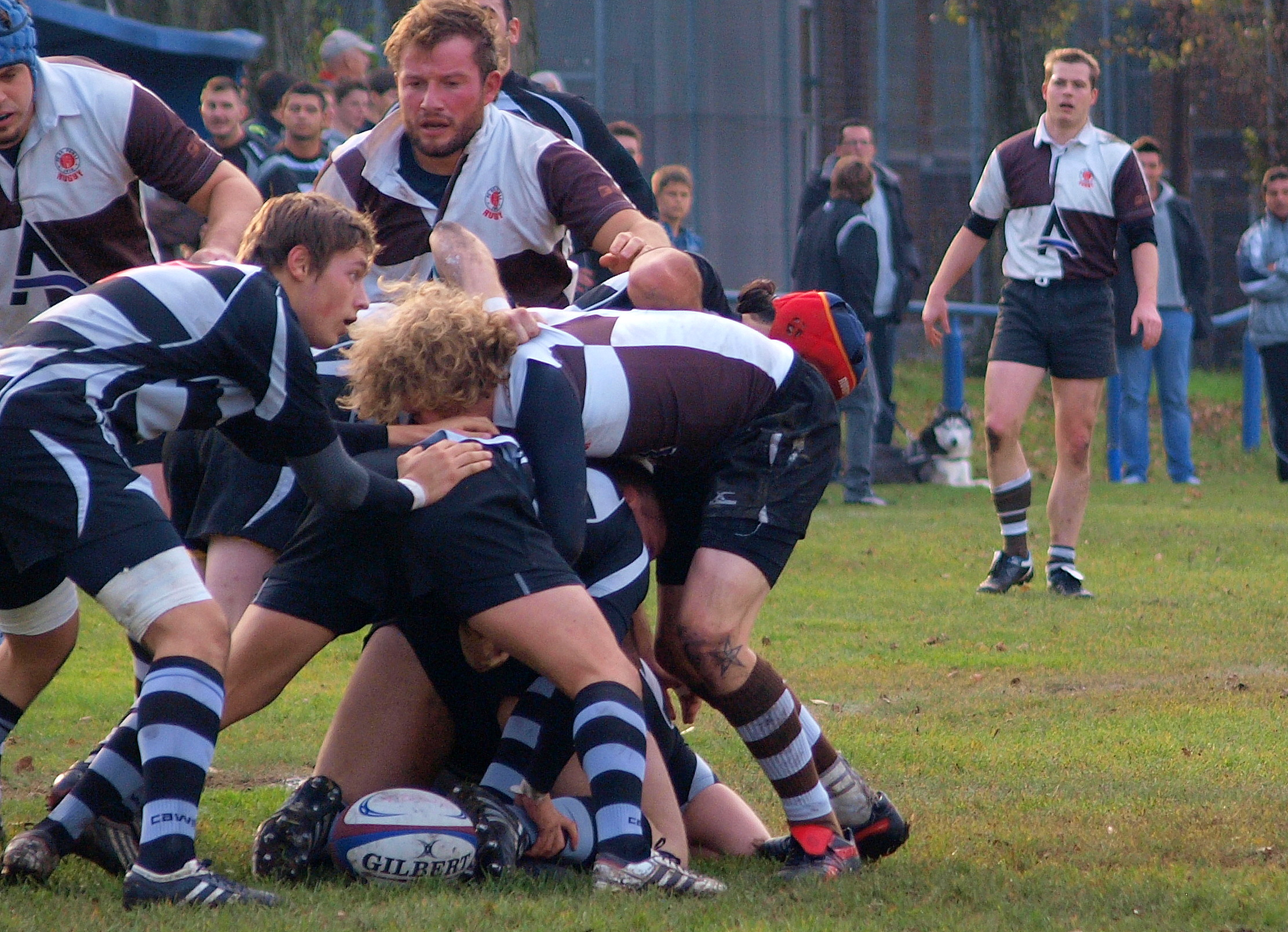
Das Rugby-Team von Victoria Linden im Jahr 2011 gegen den FC St. Pauli

Die Rugby-Mannschaft ist mit 20 Meistertiteln im Herrenrugby, erstmals 1928, und 8 Pokalsiegen der erfolgreichste deutsche Rugbyverein. Weitere Meisterschaften wurden in den Jahren 1948, 1951–1956, 1958, 1962, 1965, 1969, 1972, 1975, 1987, 1989, 1992–1994 und 1996 gewonnen.
Den DRV-Pokal gewann der TSV 1965, 1966, 1982, 1989 und 1991–1993.
Im Europapokal erreichte die Mannschaft 1963/64 die 5. Runde. 1996/97 erreichte der TSV Victoria Linden im Euro-Cup das kleine Finale, wo es einen 39:17-Sieg über den RC DIOK Leiden aus den Niederlanden gab. Ein Jahr später teilte man sich mit dem RG Heidelberg nach einem 29:17 und einem 26:38 den dritten Platz, da beide 55 Spielpunkte hatten. Ein Jahr später teilte man sich den dritten Platz mit dem DRC Hannover.
Im Schüler- und Jugendbereich erreichte der TSV Victoria Linden sechs Meisterschaften.

## Persönlichkeiten
- Klaus Wesch (1935–1990), einer der erfolgreichsten deutschen Rugbyspieler.[2]
- Folgende Gewinner der Deutschen Rugby-Meisterschaft der Jahre 1951, 1952 und 1953 wurden am 7. Juni 1953 mit der Verleihung des Silbernen Lorbeerblatts geehrt: Karl-Heinz Schumann, Hans Schumann, Hermann Schwarze, Hubert Rendelmann, Heinz Bock, Karl Wiegmann, Harry Weigelt, Hans Albers, Heinz Döring, Eduard-Franz Gadesmann, Rudolf Badstübner, Walter Frieling, Rudolf Kebel, Horst Schumann, Wolfgang Leutz, Helmut Billerbeck sowie Willi Pagelsdorf junior.[3][4]